# Enrique González Pedrero
Enrique González Pedrero är en ort i Mexiko.   Den ligger i kommunen Cunduacán och delstaten Tabasco, i den sydöstra delen av landet, 600 km öster om huvudstaden Mexico City. Enrique González Pedrero ligger 22 meter över havet och antalet invånare är 447.
Terrängen runt Enrique González Pedrero är mycket platt. Runt Enrique González Pedrero är det ganska tätbefolkat, med 155 invånare per kvadratkilometer. Närmaste större samhälle är Cárdenas, 10,7 km söder om Enrique González Pedrero. Trakten runt Enrique González Pedrero består till största delen av jordbruksmark.